# Neuilly-le-Réal
Neuilly-le-Réal is een gemeente in het Franse departement Allier (regio Auvergne-Rhône-Alpes). De plaats maakt deel uit van het arrondissement Moulins. Neuilly-le-Réal telde op 1 januari 2022 1.440 inwoners.

## Geografie
De oppervlakte van Neuilly-le-Réal bedroeg op 1 januari 2022 46,97 vierkante kilometer; de bevolkingsdichtheid was toen 30,7 inwoners per km².
De onderstaande kaart toont de ligging Neuilly-le-Réalmet de belangrijkste infrastructuur en aangrenzende gemeenten.

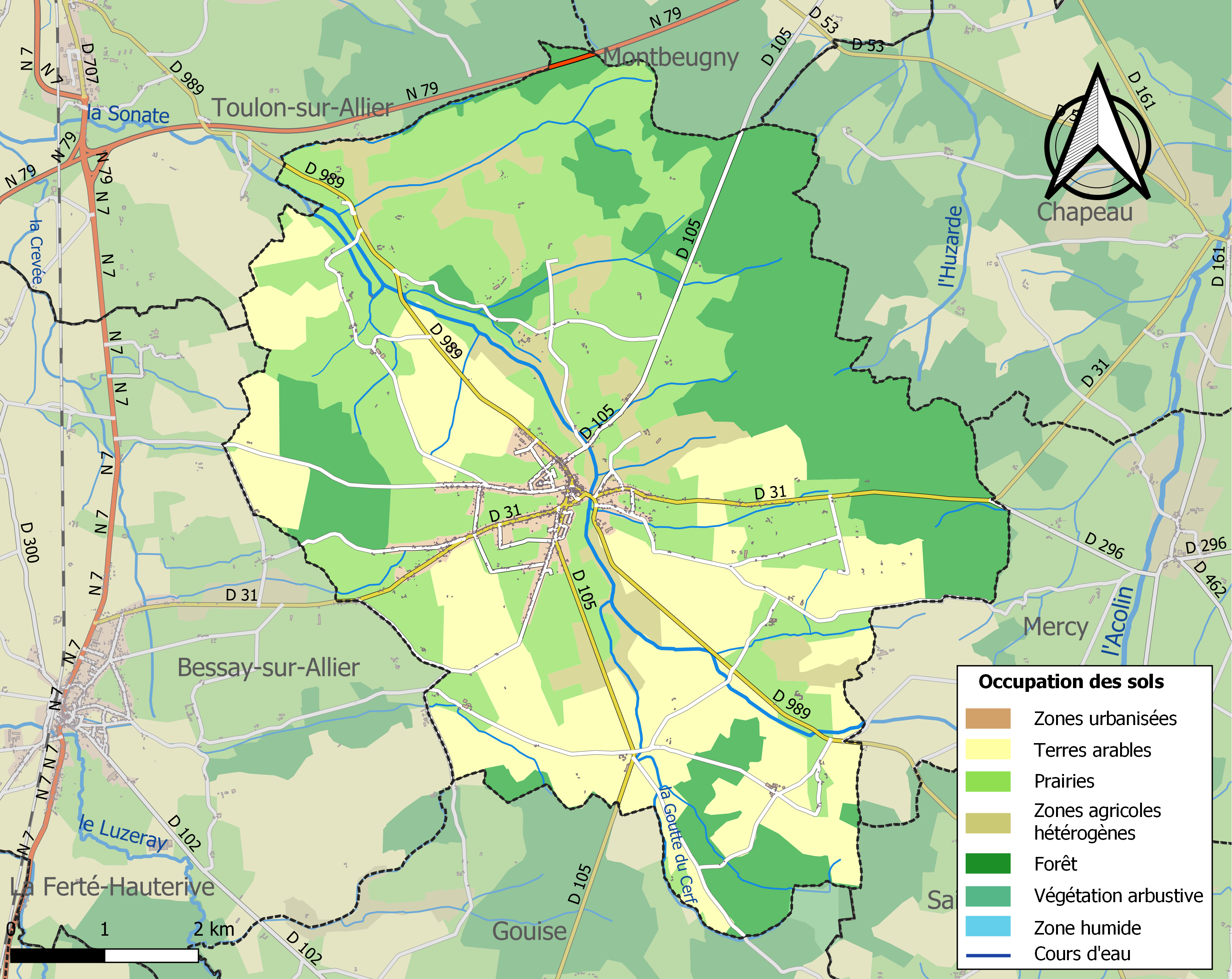

## Demografie
Onderstaande figuur toont het verloop van het inwonertal (bron: INSEE-tellingen).
Vanwege een beveiligingsprobleem met de MediaWiki Graph-software is het momenteel niet mogelijk deze grafiek weer te geven. Zodra de software is bijgewerkt zal de grafiek vanzelf weer zichtbaar worden.